# Cutuile
Cutuile – miasto w Angoli, w prowincji Cuando-Cubango.